# Подкатілова Людмила Дмитрівна
Людмила Дмитрівна Подкатілова (нар. 4 серпня 1958, селище Новоолександрівка, тепер Сорокинського району Луганської області) — українська радянська діячка, тепличниця радгоспу «Краснодонська овочева фабрика» Краснодонського району Луганської області. Депутат Верховної Ради УРСР 11-го скликання.

## Біографія
Освіта середня. Член ВЛКСМ.
З 1975 року — робітниця радгоспу імені Орджонікідзе Краснодонського району Ворошиловградської області.
З 1978 року — тепличниця радгоспу «Краснодонська овочева фабрика» Краснодонського району Ворошиловградської області.
Потім — на пенсії в селищі Орджонікідзе Краснодонського району Луганської області.

## Нагороди
- ордени
- медалі